# كمال أجسام

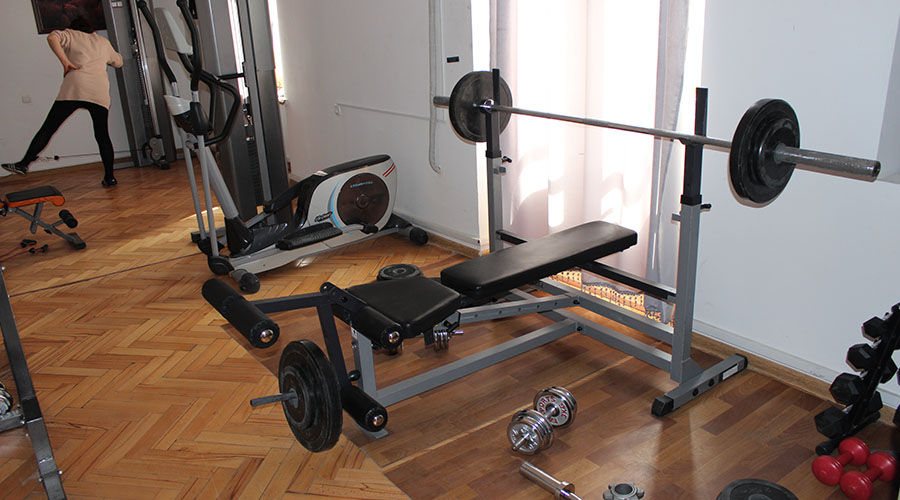
قاعة ممارسة كمال الأجسام

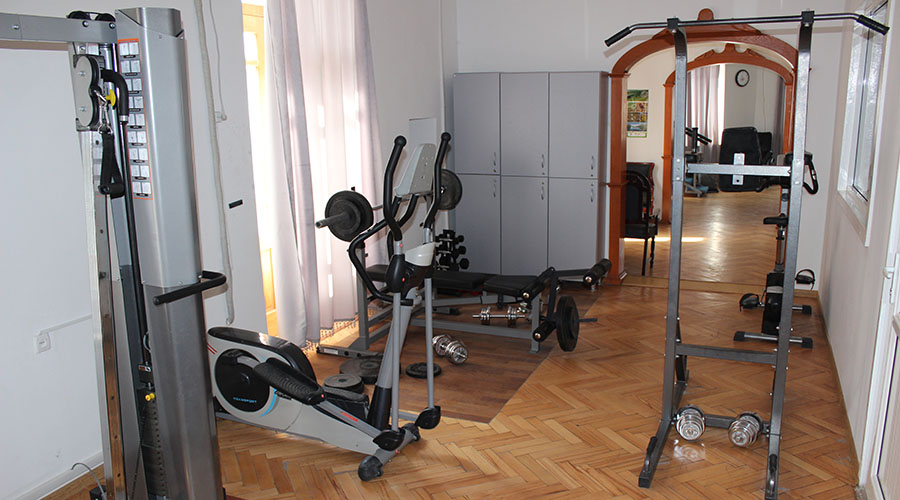
قاعة ممارسة كمال الأجسام

كمال الأجسام هي رياضة لممارسة تمارين المقاومة التقدمية لبناء العضلات والتحكم فيها وتطويرها عن طريق التضخم. ويشار إلى الفرد الذي يشارك في هذا النشاط باسم لاعب كمال الأجسام. يتم اتباع هذه الممارسة في المقام الأول لأغراض جمالية أكثر من الأغراض الوظيفية، مما يميزها عن الأنشطة المماثلة مثل رياضى رفع الأثقال، والتي تركز فقط على زيادة الحمل البدني الذي يمكن للمرء أن يمارسه.
في بطولات كمال الأجسام الاحترافية، يظهر المتنافسون على خشبة المسرح في صفوف ويؤدون أوضاعًا محددة (ولاحقًا أوضاعًا فردية) للجنة من الحكام الذين يصنفونهم على أساس اللياقة البدنية، والعضلات، والوضعية، والحجم، والعرض المسرحي، والتماثل. للتحضير لهذه المسابقات ينخرط لاعبو كمال الأجسام في أنظمة تدريب صارمة من خلال ممارسة الرياضة والتخلص من الدهون غير الضرورية في الجسم. ومع اقترابهم من المراحل النهائية من إعدادهم، يستخدمون مجموعة من الاستراتيجيات، بما في ذلك تحميل الكربوهيدرات والتنشيف لإبراز العضلات والأوعية الدموية إلى أقصى حد. معظم لاعبي كمال الأجسام يقومون أيضًا بتسمير أجسادهم وحلاقتها قبل المنافسة.
يتطلب تحقيق النتائج المرجوة في كمال الأجسام استثمارًا كبيرًا للوقت والجهد. بالنسبة لأولئك الجدد في هذه الرياضة، من الممكن اكتساب ما بين 8-15 رطلاً (4-7 كجم) من العضلات سنويًا عن طريق تخصيص سبع ساعات أسبوعيًا لرفع الأثقال. ومع ذلك، فإن معدل اكتساب العضلات يميل إلى التناقص بعد العامين الأوليين، حيث يتباطأ إلى حوالي 5-15 رطلاً (2-7 كجم) سنويًا. بعد مرور خمس سنوات، يمكن أن تتضاءل المكاسب إلى أقل من 3-10 رطل (1-5 كجم) سنويًا.
يستخدم بعض لاعبي كمال الأجسام المنشطات وغيرها من أدوية تحسين الأداء لبناء العضلات والتعافي من الإصابات بشكل أسرع، ولكن استخدام أدوية تحسين الأداء يمكن أن يكون له مخاطر صحية خطيرة. علاوة على ذلك، فإن معظم المسابقات تحظر استخدام هذه المواد. على الرغم من بعض الدعوات لتطبيق اختبار المنشطات، فإن لجنة اللياقة البدنية الوطنية (التي تعتبر الاتحاد الرائد لكمال الأجسام للهواة) لا تفرض اختبار المنشطات كشرط للمشاركة.
تقام سنويا بطولة مستر أولمبيا برعاية الاتحاد الدولي لكمال الأجسام واللياقة البدنية لاختيار الفائز كأفضل لاعب كمال أجسام محترف في العالم. منذ عام 1950، تعتبر مسابقة بطولات الكون التي تقام برعاية الرابطة الوطنية لهواة كمال الأجسام [الإنجليزية] من أفضل مسابقات كمال الأجسام للهواة، من أشهر الفائزين البارزين بالمسابقة ريج بارك، لي بريست، ستيف ريفز، وأرنولد شوارزنيجر.

## أصل التسمية
تعرف شعبياً باسم رياضة الحديد، ورياضة المصارعين، والبديبلدينغ، وأول من ترجم (BodyBuilding) إلى العربية بـ(كمال الأجسام) هم المصريون في صحافتهم في الأربعينيات من القرن العشرين. وانتشر هذا الاسم لا سيما بعد اشتهار اللعبة في عقدي السبعينيات والثمانينيات بشكل كبير. أما إذا ترجمنا المصطلح الإنجليزي حرفياً فيكون اسمها (بناء الأجسام)، أو (بناء الجسم). ومن أسمائها جمال الأجسام، وبناء العضلات، والتنمية العضلية.
في اللغات الأخرى غير العربية والإنجليزية يستخدم مصطلح (الثقافة البدنية) أو (التربية البدنية)؛ في الإسبانية (Culturismo)، في الإيطالية (Culturismo)، في البولندية (Kulturystyka)، في البرتغالية (Fisiculturismo)، في الفرنسية (Culturisme)، في البلغارية (Културизъм)، في الروسية (Культуризм)، وهما مصطلحان يدلان في اللغة العربية في بعض الأحيان على رياضات أخرى.
رسمياً تستخدم الاتحادات الرياضية العربية لهذه اللعبة اسم (بناء الأجسام) في كل من الأردن والإمارات العربية المتحدة والمملكة العربية السعودية وقطر وعُمان والجزائر وسوريا والعراق وليبيا والسودان والكويت واليمن والمغرب. واسم (كمال الأجسام) في كل من لبنان وفلسطين ومصر. واسم (التربية البدنية) في البحرين وتونس.

## تاريخ
منذ القدم كان التمجيد من نصيب الأجسام المكتملة القوية مفتولة العضلات، قال ويل ديورانت واصفاً جلجامش الأسطورة العراقية القديمة: «هو طويل القامة، ضخم الجسم، مفتول العضلات، جريء مقدام، جميل يفتن الناس بجماله.. لا يماثله أحد في صورة جسمه.. يرى جميع الأشياء، ولو كانت في أطراف العالم.. كان كل شيء وعرف كل شيء.. واطلع على جميع الأسرار.. واخترق ستار الحكمة الذي يحجب كل شيء.. ورأى ما كان خافياً.. وكشف الغطاء عما كان مغطى.. وجاء بأخبار الأيام التي كانت قبل الطوفان.. وسار في طريق بعيد طويل.. كابد فيه المشاق والآلام.. ثم كتب على لوح حجري كل ما قام به من الأعمال».
في مصر القديمة كان الملوك والآلهة ينحتون بالتماثيل التي تجسدهم مفتولي العضلات ممشوقي القوام، مشدودي الأجسام دليلاً على القوة والكمال والجمال الذي ينبغي أن يكون عليه الإنسان.
لدى اليونان كان البطل الخارق هرقل نصف الإله ونصف البشر يتمتع بجسم خارق للعادة قوي البنيان، مفتول العضلات، وقد أصبح هذا البطل بقوته وعضلاته رمزاً للألعاب اليونانية القديمة على جبل الأولمب قرب أثينا. وتبعهم في ذلك الرومانيون الذي اقتفوا آثار اليونانيين خطوة بخطوة مع تغيير الأسماء.
في الهند والصين كذلك كان النحاتون يتفننون بنحت الأجسام البشرية بكامل رونقها وقوتها، ويصورون في أساطيرهم نماذج الكمال الجسماني والعضلي والعقلي لأبطالهم وآلهتهم على حد سواء.
في الكتاب المقدس وردت إشارات إلى قوة الأنبياء والقادة، لعل من أبرزهم البطل الشعبي شمشون الجبار، الذي كان بقوة جبارة وجسد مفتول العضلات.
في الحضارة العربية الإسلامية أشار القرآن إلى ميزة الجسم الكامل القوي بقوله عن طالوت زعيم بني إسرائيل في وقته: (قال إن الله اصطفاه عليكم وزاده بسطة في العلم والجسم والله يؤتي ملكه من يشاء والله واسع عليم) البقرة 247، وكذلك قوله عن موسى النبي: (قالت إحداهما يا أبت استأجره، إن خير من استأجرت القوي الأمين) القصص 26.
كذلك حفلت الكتب العربية والإسلامية القديمة بوصف النبي والصحابة والقادة والخلفاء والسلاطين والحكام؛ ووصف أجسادهم ومدى قوتها وصلابتها، ومقارنة الواحد منهم بالعشرات من الرجال العاديين. وعلى الرغم من قلة التصاوير والتماثيل المنتسبة إلى الحضارة العربية والإسلامية، إلا أن قصص ألف ليلة وليلة (الأساطير العربية المثالية) ضجت بالأبطال الخارقين للعادة بأجسامهم وقواهم الخارقة، لا سيما السندباد وعلاء الدين.
وفي عصر النهضة الأوروبية تابع الفنانون أسلافهم اليونانيين والرومانيين بتمجيد الأجساد الممشوقة الكاملة البنيان والقوة، فصوروا الآلهة والأنبياء والقديسين بأجسام ممشوقة مفتولة العضلات بارزة الرجولة والقوة.
وفي القصص الشعبية من العالم أجمع ما يمجد الكمال الجسماني والقوة العضلية والنشاط والصحة البدنية، فعندنا الأبطال الشعبيون ثور، والبرابرة الجبارون، وزينا.
|  |  |  |

|  |  |  |

## تسلسل تاريخي

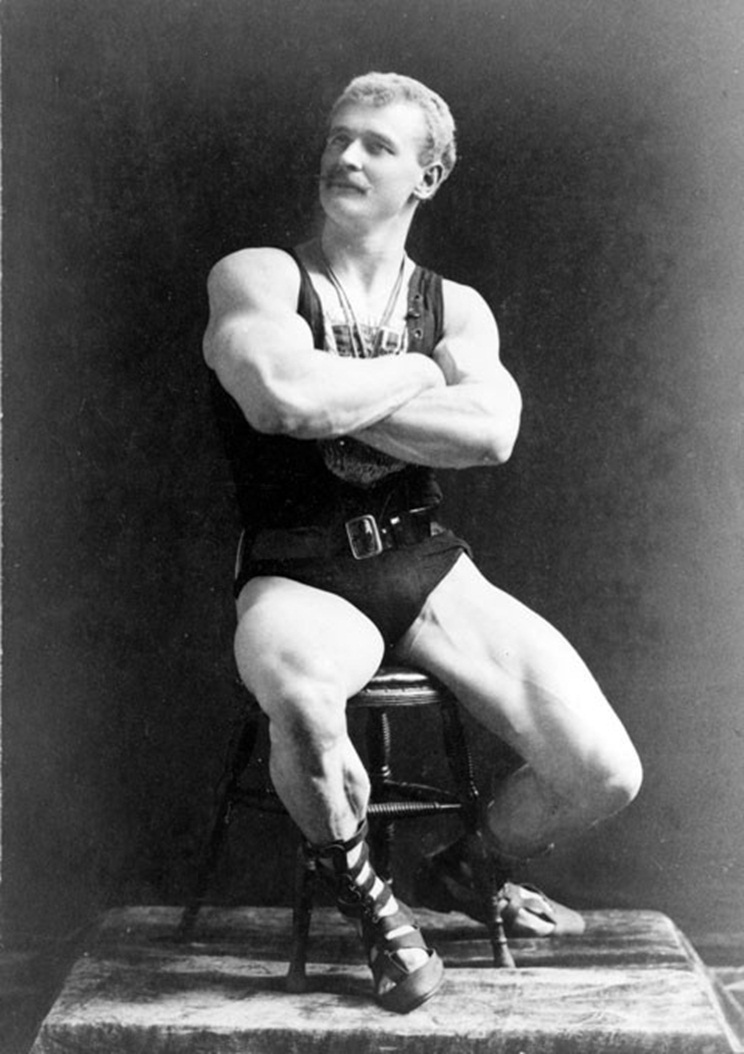
يوجين ساندو

### على مستوى العالم

#### البدايات
لم تُعرف كمال الأجسام بشكلها الحالي إلا في أواخر القرن التاسع عشر الميلادي وأوائل القرن العشرين بمدينة لندن على يد يوجين ساندو (Eugen Sandow) الألماني المولد (من بروسيا) (2 إبريل 1867 - 14 أكتوبر 1925) والذي كان يستعرض عضلات جسمه في المهرجانات أمام الجمهور، وقد أنتج فيلم موسيقي حاز على الأوسكار يروي تاريخ هذا الرجل في سنة 1936 وعنوانه (زيجفيلد العظيم) وقد لعب دور ساندو فيه الممثل نات بندلتون (Nat Pendleton).
وقد نظم يوجين ساندو في 14 أيلول من سنة 1901 في لندن مسابقة لعرض العضلات نالت استحساناً كبيراً ورواجاً هائلاً وقد شارك هو نفسه في تحكيم هذه المسابقة وفاز بلقبها وليام ل. مورّاي (William L. Murray) من نوتنجهام بإنجلترا، وكانت الجائزة عبارة عن تمثال برونزي ليوجين ساندو نفسه صنعه فريدريك بومروي (Frederick Pomeroy).
في سنة 1904 نُظِّمت مسابقة لعرض العضلات في نيويورك، وكان من رواد هذه الاستعراضات في الولايات المتحدة الأمريكية كل من بيرنار ماكفادن (Bernarr Macfadden) وتشارلز أطلس (Charles Atlas) وألويس سووبودا (Alois P. Swoboda).

#### من أوائل لاعبي كمال الأجسام
كان من رواد كمال الأجسام في الثلاثينيات كل من إيرل ليدرمان (Earle Liederman) الذي كتب بعض الكتب التوضيحية عن كمال الأجسام، وزيش برايتبارت (Zishe Breitbart)، وجورج هاكنشميدت (Georg Hackenschmidt) وإيمي نمينا (Emy Nkemena)، وجورج جويت (George F. Jowett)، وفن هاتيرال (Finn Hateral) الذي كان من رواد فن استعراض العضلات، ومونتي سالدو (Monte Saldo)، ولونسيستون إليوت (Launceston Elliot)، وسيج كلاين (Sig Klein)، وألفريد موس (Alfred Moss) وجو نوردكويست (Joe Nordquist)، وليونيل سترونجفورت (Lionel Strongfort)، والبطل التشيكي جوستاف فريستنسكي (Gustav Fristensky)، ورالف باركوت (Ralph Parcaut) الذي ألف كتابا عن الثقافة البدنية، وآلان ميد (Alan C. Mead) الذي كان بطلاً خارقاً علماً أنه فقد إحدى رجليه في الحرب العالمية الأولى.

#### الصعود
ازدادت رياضة كمال الأجسام شعبية مع نهاية الحرب العالمية الثانية وصعود موجات التحرر الأوروبية والتأثير الإعلامي الكبير للأساطير الأمريكية الكبيرة مثل سوبرمان وسبايدر مان وغيرها وكان نصيب الألعاب الرياضية بشكل عام وكمال الأجسام بشكل خاص كبيراً جداً من هذه الظواهر الجديدة فبدأ تشجيع الشباب على تمرين أجسامهم والارتقاء بلياقتهم البدنية ولا سيما على يد تشارلز أطلس (Charles Atlas) الذي نشرت إعلاناته في كتب الرسوم الخيالية (Comic Books) وبرز في هذه الفترة العديد ممن اشتهروا بجمال أجسامهم وقوتها مثل جون جريمك (John Grimek).
وظهرت مجلات متخصصة في هذا المجال منها التنمية العضلية (Muscular Development) 1964 والقوة والصحة (Strength & Health)، والعضلات واللياقة (Muscle & Fitness)، كما ظهرت مسلسلات وأفلام تظهر الممثلين ذوي العضلات المفتولة مثل ستيف ريفز (Steve Reeves)، وريج بارك (Reg Park) الذي لعب دور العديد من الأبطال الأسطوريين مثل هرقل وشمشون.
كما نظم العديد من البطولات الوطنية والدولية المتخصصة بهذه الرياضة ولا سيما بطولة العالم لكمال الأجسام للهواة (Mr. Universe) ومستر أمريكا (Mr. America) ومستر أولمبيا (Mr. Olympia)، وظهر العديد من الأبطال منهم لاري سكوت (Larry Scott) وسيرج نوبريه (Serge Nubret)، وسيرجيو أوليفا (Sergio Oliva).
كما تميزت هذه الفترة بتأسيس الاتحاد الدولي للاعبي كمال الأجسام (International Federation of BodyBuilders - IFBB) سنة 1946 على يد الكندي بن وايدر (Ben Weider) وتطوير الآلات والأساليب اللازمة لممارسة هذه الرياضة على يد شقيقه مدرب الأبطال جو وايدر (Joe Weider). كما تأسست الرابطة الوطنية للاعبي كمال الأجسام الهواة (National Amateur Bodybuilders Association - NABBA) سنة 1950.

#### البريق والخبوّ
بداية السبعينيات بدأت رياضة كمال الأجسام مرحلة جديدة، لا سيما عبر انتشارها في العالم بأسره فتأسست الاتحادات الوطنية لهذه اللعبة في مختلف دول العالم وظهر على الساحة أبطال جدد كان أعظمهم على الإطلاق آرنولد شوارزنيجر (Arnold Schwarzenegger) الذي دوت أفلامه في الثمانينيات عبر العالم وأصبح مثلاً أعلى لكثير من الشباب المتحمسين لممارسة هذه الرياضة، ولعله أكثر من قدم خدمة إعلامية لها عبر التاريخ، كذلك زميلاه في الفيلم السينمائي ضخ الحديد (Pumping Iron) سنة 1977 فرانكو كولومبو (Franco Columbu)، ولو فريغنو (Lou Ferrigno).
استمرت كمال الأجسام بالتألق طوال عقدي السبعينيات والثمانينيات، لكنْ خلال عقد التسعينيات خبا نجمها نسبياً لصالح ما يسمى باللياقة البدنية (Fitness) ولعل ذلك يعود إلى ما ارتبط بهذه الرياضة من سمعة سيئة في مجال المنشطات البنّاءة (الستيرويدات). والتي كانت أساس تضخيم العضلات في السبعينيات والثمانينيات، مما جعل الاتحاد الدولي للاعبي كمال الأجسام يصدر تعليمات مشددة بخصوصها، لا سيما خلال سعيه الحثيث للانضمام إلى اللجنة الأولمبية الدولية (IOC) التي تحرم تعاطي المنشطات في المنافسات الرياضية.
شكلت الاكتشافات الطبية الجديدة، والأساليب العلمية في التدريب الرياضي منعطفاً هاماً في مسيرة كمال الأجسام، اعتباراً من بداية القرن الحادي والعشرين، فقد ظهرت المكملات الغذائية بمختلف أنواعها من بروتين وأحماض أمينية وحارقات للدهون، وكرياتين، وفيتامينات وأصبحت البديل السليم للمنشطات البناءة الضارة بالصحة.

### على المستوى العربي
تأسست مجلة نجوم الرياضة اللبنانية سنة 1957، ومجلة عالم الرياضة اللبنانية أيضاً سنة 1983م، وهما متخصصتان بكمال الأجسام.
كان من رواد العرب في كمال الأجسام محمود جراشة في الأردن، ومليح عليوان في لبنان، وعبد الحميد الجندي وعادل فهيم في مصر، وقاسم يزبك في سوريا.

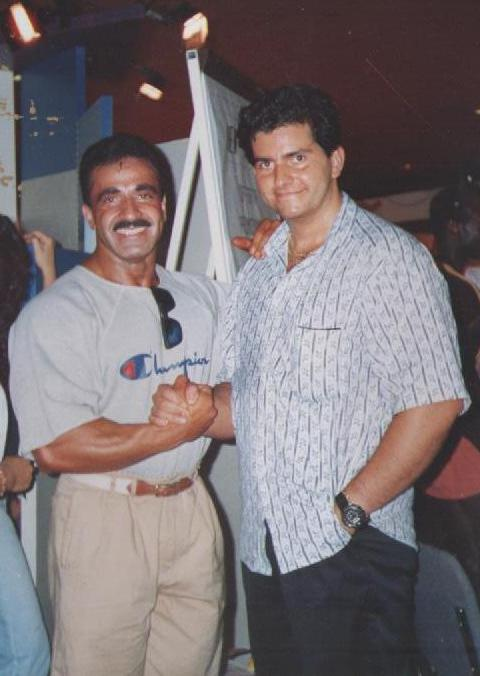
سمير بنوت العربي الوحيد الذي أحرز أكبر لقب في كمال الأجسام (مستر أولمبيا)

## الهيئات التنظيمية
تعاني رياضة كمال الأجسام أزمة كبيرة على صعيد التنظيم الإداري والجماهيري، فقد ولدت اتحادات عديدة معظمها لا يعترف بالاتحادات الأخرى ولا يقيم لها وزناً، ومن أبرز هذه الاتحادات التي مرت عبر تاريخ هذه الرياضة:

### الاتحادات الدولية

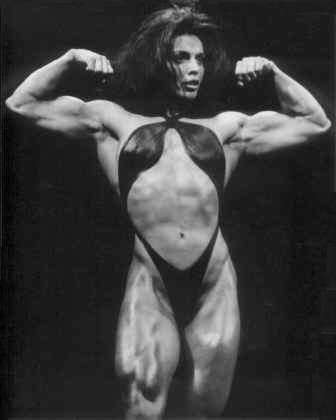
لاعبة كمال الأجسام شارون برونيو.

#### الاتحاد الدولي لكمال الأجسام واللياقة البدنية
بالإنجليزية (International Federation of Bodybuilding and Fitness - IFBB)، أسسه الشقيقان بن وجو وايدر سنة 1946، وضم سنة 1949 خمسين اتحاداً دولياً. وهو الآن الاتحاد الأعظم لكمال الأجسام على مستوى العالم ويضم في عضويته أكثر من مائة وخمسين بلداً.

#### الرابطة الوطنية للاعبي كمال الأجسام الهواة
بالإنجليزية (National Amateur Bodybuilders Association - NABBA)، تشكلت هذه الرابطة سنة 1950، وفاز بمسابقتها الأولى ستيف ريفز، ومن أبطالها ريج بارك، وبيل بيرل، وآرنولد شوارزينجر (4 مرات).
في لندن وفي سنة 1984 تشكلت الرابطة الوطنية للاعبي كمال الأجسام الهواة العالمية (NABBA International)، وضمت اتحادات أوروبية وعالمية عديدة في أكثر من خمسين بلداً.
حالياً يمثل هذا الاتحاد رياضة كمال الأجسام في بريطانيا، وينظم بطولات تتمتع بمشاركة عالمية.

#### الرابطة الوطنية لكمال الأجسام للهواة
بالإنجليزية (World Amateur Bodybuilders Association - WABBA)، أسسها سيرج نوبريه (Serge Nubret) وبرونو بيتشولي (Bruno Piccoli ) في سنة 1975، ونظمت أول بطولة لها في  1979.

#### الاتحاد العالمي لكمال الأجسام
بالإنجليزية (World Bodybuilding Federation)، هو منظمة رياضية أسسها فينس ماكمان سنة 1990، وكانت جزءاً من تيتان سبورتس المالكة والمشغلة للاتحاد العالمي للمصارعة (WWF).
حُلَّ الاتحاد سنة 1992 بعد فشل مالي.

### الاتحادات القارية والإقليمية
- الاتحاد الآسيوي لكمال الأجسام واللياقة البدنية
- الاتحاد الأوروبي لكمال الأجسام واللياقة البدنية
- الاتحاد الأفريقي لكمال الأجسام
- اتحاد أمريكا الجنوبية لكمال الأجسام واللياقة البدنية
- الاتحاد الكاريبي لكمال الأجسام واللياقة البدنية
- الاتحاد العربي لكمال الأجسام

### الاتحادات المحلية
- الاتحاد الأمريكي لكمال الأجسام
- الاتحاد الأردني لبناء الأجسام
- الاتحاد اللبناني لكمال الأجسام
- الاتحاد العراقي المركزي لبناء الأجسام
- الاتحاد المصري لكمال الأجسام
- الجامعة الملكية المغربية لبناء الجسم
- الاتحاد اليمني العام لبناء الأجسام

## قضايا جدلية

### هل هي لعبة رياضية؟
كمال الأجسام من ضمن عدة ألعاب غير معترف بها من قبل اللجنة الأولمبية الدولية (IOC) ومنضوية تحت لواء الرابطة الدولية للألعاب العالمية (International World Games Association). إلى جانب ألعاب أخرى مثل: البولينج والبلياردو والآيكيدو والكانوي وكرة اليد والهوكي والكاراتيه والرجبي والاسكواش والسومو والتزلج على الماء.

#### الانضمام إلى اللجنة الأولمبية الدولية
مع أواخر القرن العشرين وبداية الألفية الثالثة للميلاد سعى رئيس الاتحاد الدولي لكمال الأجسام واللياقة البدنية (IFBB) بن وايدر لضم رياضة كمال الأجسام إلى اللجنة الأولمبية الدولية، فقد تلقى رسالة من اللجنة في 30 يناير 1998 تفيد باعترافها مبدئياً برياضة كمال الأجسام، إلا أن ذلك لم يدم طويلاً حيث ألغي هذا الاعتراف بعد وصول إدارة جديدة للجنة في عام 2001، مما جعل حلم مشاركة كمال الأجسام في أولمبياد أثينا 2004 لا يتحقق.

## أضرار رياضة كمال الأجسام
تعدّ رياضة كمال الأجسام أحد الرياضات التي تعمل على تقوية العضلات وزيادة حجمها وتضخيمها، الأمر الذي يعطي الشخص مظهراً جذّاباً وعضلاتٍ مفتولة، وهو الجسم المثالي الذي يطمح غالبية الناس امتلاكه، فلا يقتصر أداء التمارين الرياضيّة المختلفة على التخلّص من الدهون وحرق السعرات الحراريّة والشحوم في مناطق الجسم المختلفة، بل تعدّ التمارين وفي مقدمتها تمارين كمال الأجسام أحد الطرق لاكتساب القوام الممشوق والعضلات الكبيرة، غير أن لهذه الرياضة مضارٌ وسلبياتٌ شأنها في ذلك شأن كافة الرياضات الأخرى، فلكمال الأجسام بعض السلبيات، على غرار:
- أمراض الكبد والكليتين.
- تضخّمٌ في البروستاتا.
- الاكتئاب والاضطرابات النفسيّة.
- أمراض القلب وخصوصاً تضخّم عضلة القلب.
- ارتفاع ضغط الدم بشكلٍ أكبر من المستوى الطبيعيّ.
- انتشار وتكاثر وظهور الحبوب على مختلف مناطق البشرة وخصوصاً الوجه.
- المعاناة من زيادة نسبة الكولسترول في الدم.
- حالات نزيف الأنف.
- آلام المعدة المستمرّة والشديدة.
- الصداع المزمن.
- الصلع بسبب تساقط الشعر المستمر.
- أضرار المكمّلات الغذائيّة، حيث يتناول لاعبوا رياضة كمال الأجسام ما يعرف بالمكمّلات الغذائيّة التي تحتوي على الكيرياتين، وتعدّ مادّةً ضارةً إذ تقوم بتخزين وحبس السوائل في العضلات لتغدو أكبر من ناحية المظهر، إلّا أنّ هذا يعرّضها لخطر حدوث التشنجات المستمرة وطوال الوقت مسبّبةً الآلام الكبيرة.
- أضرار البروتين حيث يُقبل لاعبوا رياضة كمال الأجسام على تناول البروتينات، مصدقّين الحملات الدعائية التي تقول بأنها لا تحمل أي آثارٍ جانبيةٍ سلبيةٍ، أو أي أذى لمستخدميه، إلّا أنّ له بعض المضار، على سبيل المثال:
- خطر التعرّض لتصلّب الشرايين والتشنّجات بسبب زيادة العضلات بشكلٍ سريع.
- النمو غير الطبيعي في بعض مناطق الجسم.
- انخفاض مناعة الجسم وإضعافها.
- الإصابة بالالتهابات المختلفة بسهولة.
- لإضرار بالنظر والعيون.
- تلف الأعصاب والعضلات والعظام.
- التصرّفات العدوانيّة والقلق والتوتر.
- زيادة احتمالات الإصابة بهشاشة العظام على المدى البعيد.

## الأمور الفنية
تعتمد رياضة كمال الأجسام على قواعد علمية ثابتة يجب اتباعها لدى البدء بممارستها منها:
- يقسم الجسم إلى سبع مجموعات عضلية رئيسية:
  1. الأرجل
  2. البطن
  3. الصدر
  4. الظهر
  5. الأكتاف
  6. البايسيبس
  7. الترايسيبس
- يجب تمرين كل مجموعتين معاً مرة واحدة أسبوعياً على الأقل بثلاثة تمارين مختلفة لكل مجموعة على ألا تجتمع البايسيبس والترايسيبس والأكتاف معاً، ولا الصدر والظهر معاً.
- يجب تمرين عضلات البطن يومياً أو يوماً بعد آخر.
- يجب أداء التمارين على ثلاث أو أربع مجموعات كل مجموعة من 6-12 تكراراً، حسب كل عضلة وكل تمرين.
- يجب تناول طعام كاف غني بالعناصر الغذائية كافة وبشكل متوازن لإمداد العضلات بالطاقة اللازمة للتمارين والنمو.
- يجب ألا تقل كمية البروتين المتناولة خلال اليوم الواحد عن 1.5 غم لكل كيلو غرام من وزن الجسم.
- يجب الخلود إلى النوم العميق لما لا يقل عن ثماني ساعات يومياً لمنح الجسم الوقت الكافي لإنماء العضلات وتعزيز حجمها.
- يجب الابتعاد عن كل ما يضر الجسم والعضلات أثناء نموها كالتدخين والكحوليات والمشروبات الغازية، والوجبات الغنية بالدهون.
- يجب أداء التمارين بشكل علمي وصحيح بناء على توجيهات مدرّب محترف، أو مرجع علمي موثوق.
- يجب تنويع التمارين المؤداة من وقت لآخر حتى لا تعتاد العضلات على حركة معينة لفترة طويلة مما يؤدي إلى نقص التركيز على زاوية معينة أخرى لنفس العضلة.

وهناك قواعد فرعية تفصيلية لأداء تمارين كمال الأجسام وهي تختلف من حيث القوة والتكرار والتركيز عن تمارين رياضات أخرى كرفع الأثقال واللياقة البدنية، والمصارعة.

## للنساء

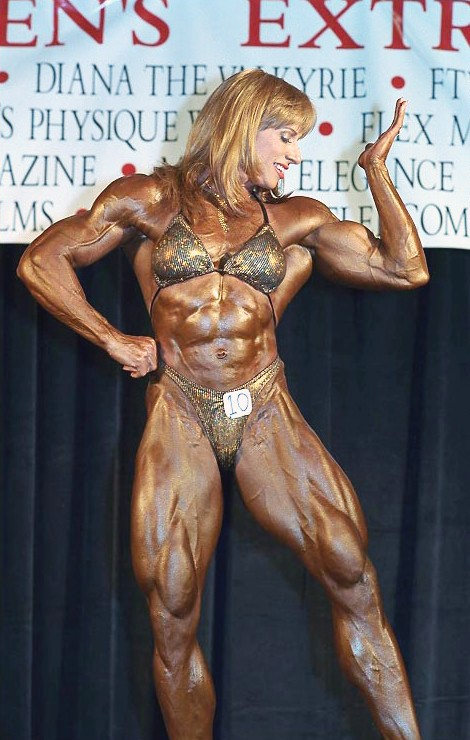
إحدى المتنافسات في كمال الأجسام النسائية

نظمت أول بطولة كمال أجسام للنساء سنة 1978، وقد نظمها هنري ماكغي () في كانتون بأوهايو في الولايات المتحدة. وقد كانت أول بطولة من نوعها حيث ركز التحكيم على العضلات وحجمها عند المشاركات فيها.
نظمت أول بطولة احترافية للنساء سنة 1980، على غرار مستر أولمبيا للرجال وكان اسمها آنسة أوليمبيا (Ms. Olympia)، وأحرزت لقبها الأول الأمريكية راشيل ماكليش، التي كانت أيضاً بطلة اللجنة الوطنية للياقة (NPC).
في سنة 1985 أنتج فيلم اسمه (ضخ الحديد 2) بيّن مراحل الإعداد لعدة نساء للمشاركة في بطولة سيزارز بالاس (قصر القياصرة) العالمية، وكانت نجمات هذا الفيلم كريس أليكساندر، ولوري بوين، وليديا شينج، وكارلا دونلاب، وراشيل ماكليش، وبيف فرانسيس التي كانت تمارس رفع الأثقال قبل التحول إلى كمال الأجسام.
حالياً تراجعت كمال الأجسام للسيدات لصالح اللياقة البدنية، التي لا تتمتع المشاركة فيها بضخامة العضلات كالرجال، ولكن بالتناسق ورشاقة الحركة.
أكدت دراسة حديثة أجرتها مجلة (كلينيكال جورنال) الأمريكية للطب الرياضي، أن النساء اللاتي يمارسن كمال الأجسام ويتعاطين الستيرويدات البناءة (Anabolic Steroids)، يكنّ عرضة للاختلالات الوظيفية في أجسامهن، ولضعف عام، وللوثات نفسية، ولديهن سجل من التعدي الجنسي.

## للمحترفين
لاعب كمال الأجسام المحترف هو الشخص الذي فاز ببطولة ما كهاوٍ، وحصل على بطاقة الاحتراف (pro card) من منظمته الرياضية التي ترعاه. ولاعبو كمال الأجسام المحترفون لهم الحق في خوض المنافسات التي تقدم جوائز مالية، كما يمكن لأحد الرعاة أن يتبناهم وينفق عليهم مقابل مشاركتهم في النشاطات التي يحددها لهم.
بدأ مفهوم الاحتراف في عقد الستينيات من القرن العشرين؛ حين صارت الرياضة تعامل كصناعة تدر مالاً على ممارسيها ومنظميها وممولي فعالياتها. وقد عزز ذلك الثورة الإعلامية التي بدأت أوائل الثمانينيات واستمرت حتى بداية القرن الحادي والعشرين، واعتمدت بشكل كبير على الإعلانات المصورة بنوعيها الورقي والضوئي.

## كمال الأجسام الطبيعية
بعد استشراء استخدام الهرمونات البنائية بين لاعبي كمال الأجسام، واتجاه الكثيرين لتضخيم عضلاتهم بشكل يفوق الطبيعة كثيراً، اتجه الأمر ببعض المنظمات أن تعلن أنها تنظم وتقيم منافسات تعتمد على كمال الأجسام بشكل طبيعي دون تدخل كيميائي وبما يحفظ صحة الشخص الممارس لها، وبما يجعل جسمه طبيعياً إلى أقصى حد. وهي تقوم بفحص المتنافسين للتأكد من خلوهم من الستيرويدات البنائية.
من هذه المنظمات مسلمانيا (MuscleMania)، الأحداث اللياقية النهائية (Ultimate Fitness Events - UFE)، و(INBF/WNBF)، و(INBA/PNBA).
ومن المنظمات البارزة في هذا المجال الرابطة الوطنية للياقة (NPC)، واتحاد (NANBF)، يخضع المتنافسون في الرابطة الوطنية للياقة () لاختبارات تؤكد خلوهم من الستيرويدات، ويتم اختيار عينات المشاركين عشوائياً لتعزيز تلك الاختبارات.

## أبرز الأسماء العربية في كمال الأجسام
المحترفون:
- سمير بنوت ( لبنان) بطل مستر أوليمبيا 1983م.
- محمد مكاوي ( مصر) ثاني مستر أوليمبيا 1983م.
- أحمد حيدر ( لبنان).
- مصطفى حسنين ( الأردن،  النمسا).
- ناصر السنباطي ( مصر،  يوغوسلافيا).
- محمد بن عزيزة ( الجزائر،  فرنسا).
- ممدوح السبيعي ( مصر). بطل مستر أولمبيا 2020
- عيسى عبيد ( الإمارات العربية المتحدة).
- سامي الحداد ( البحرين).
- قاسم يزبك ( سوريا،  ألمانيا).
- كمال القرقني ( ليبيا)

الهواة:
- الشحات مبروك ( مصر).
- محمود جراشة ( الأردن).
- أنور العماوي ( مصر).
- طارق الفرساني ( البحرين).
- علي تبريزي نوري ( قطر،  إيران).
- إسلام المصري ( مصر).
- وائل عمر ( سوريا)
- محمود الدرة ( مصر)
- د. تركي الزيداني ( السعودية)

## وصلات خارجية
- موقع للعديد من دروس وتمارين كمال الأجسام
- موقع تمارين لكمال الأجسام

## معرض صور

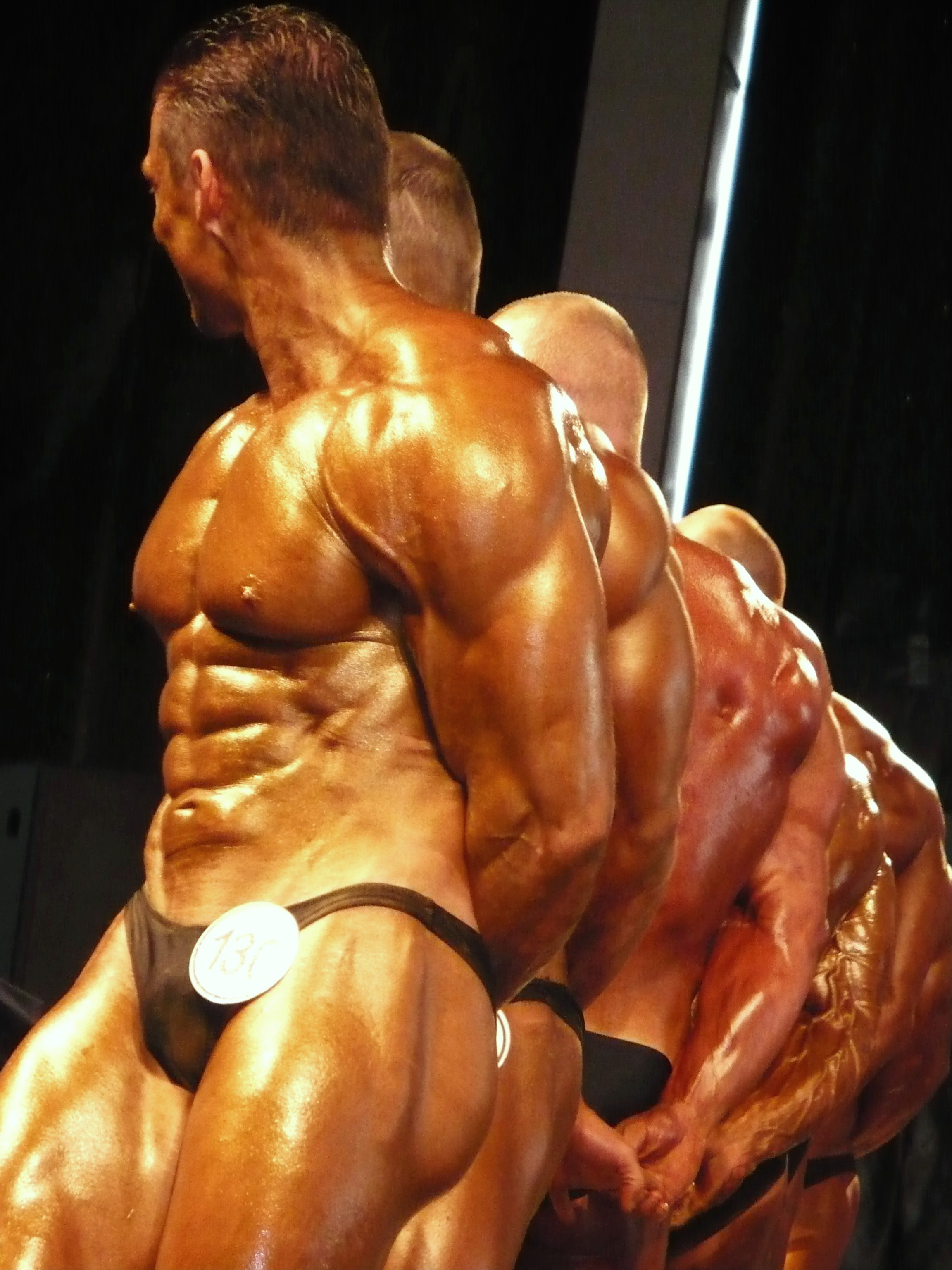
لاعبو كمال أجسام أثناء التحكيم
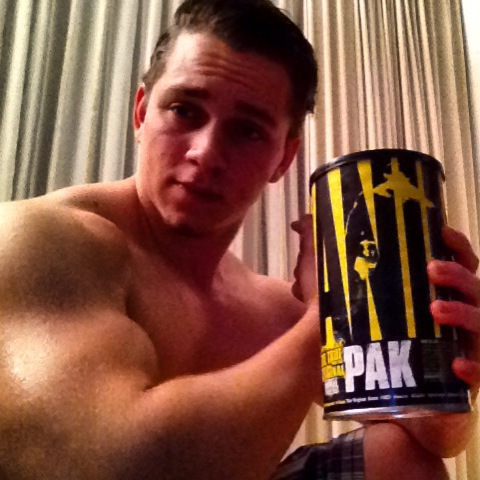
لاعب كمال أجسام مع أحد المكملات الغذائية
أيقونة كمال الأجسام في دورة الألعاب الآسيوية 2010
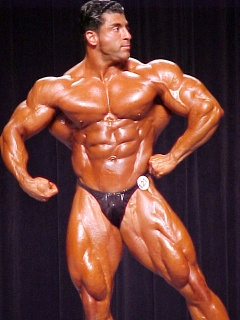
اللاعب الأميريكي كينج كمالي
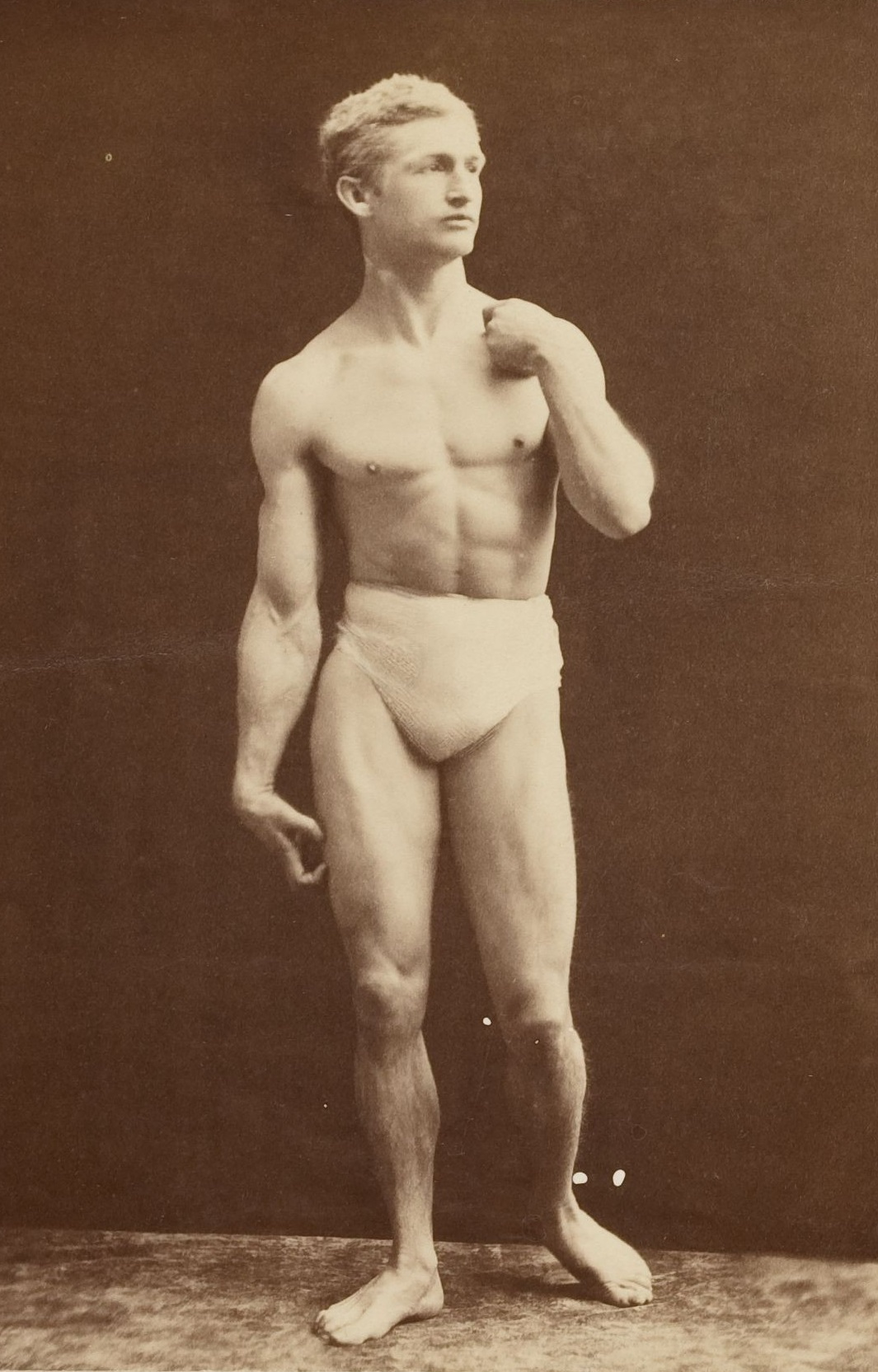
لاعب كمال أجسام من العشرينيات في القرن العشرين
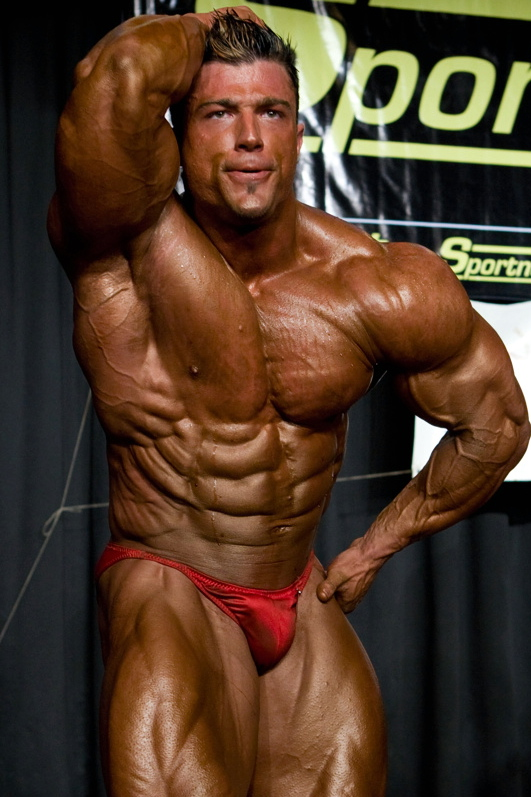
طوني بريزنك
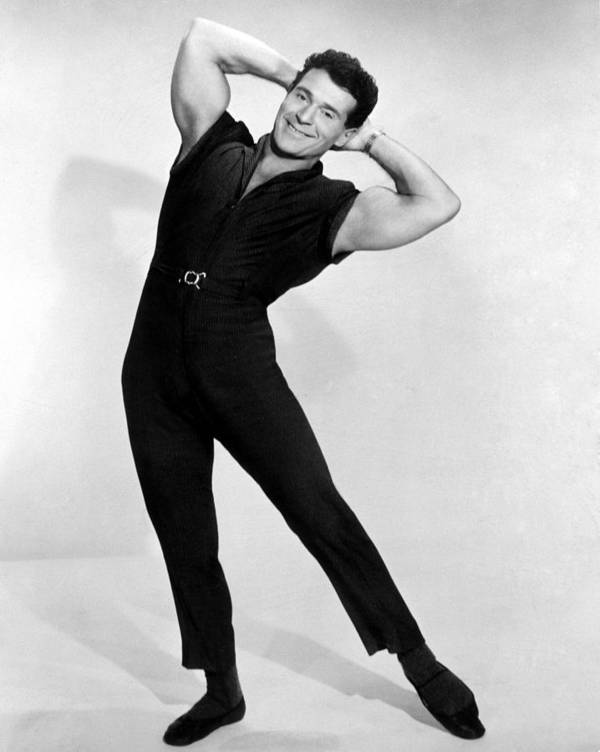
جاك لالان
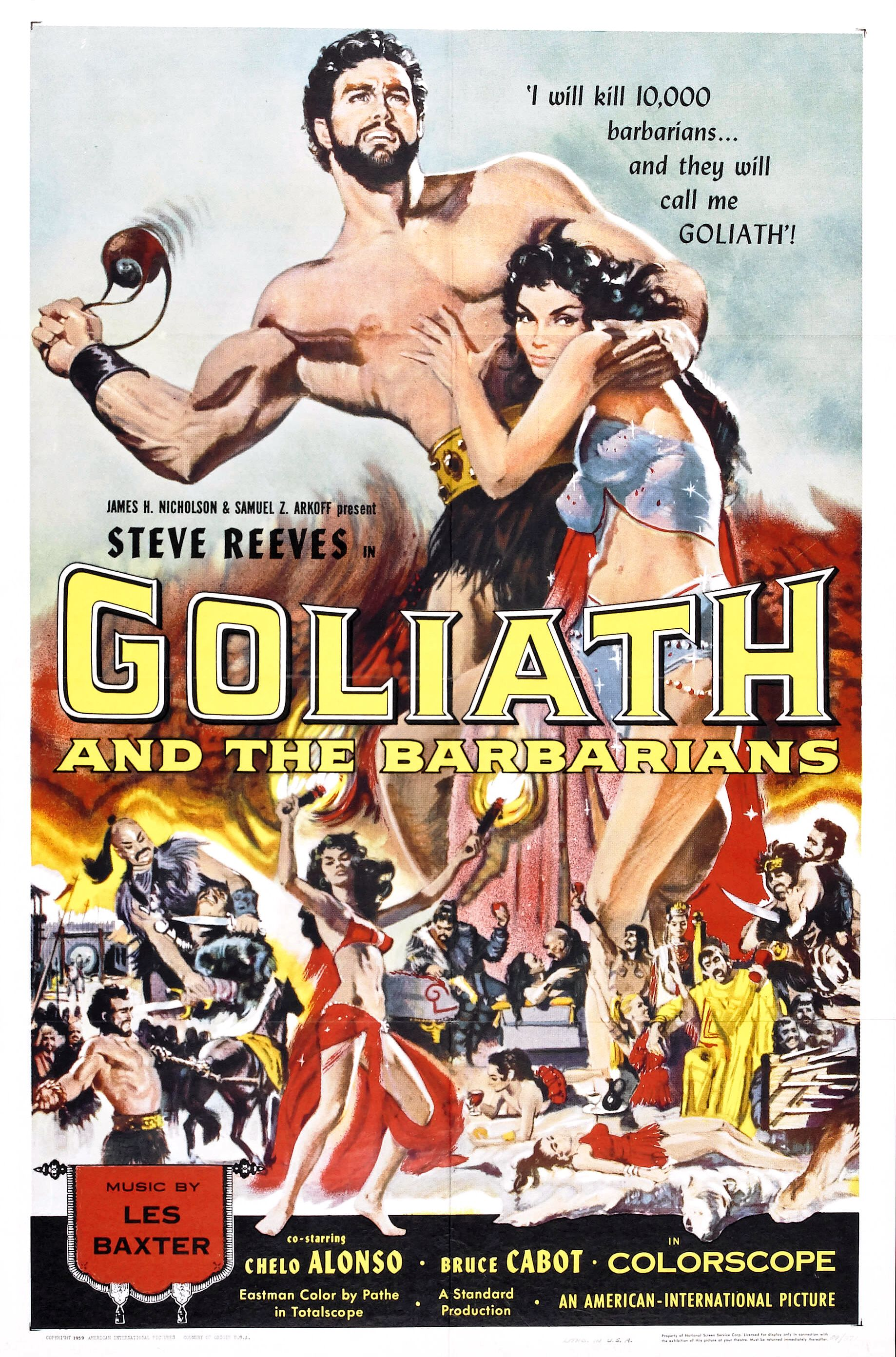
لاعب كمال أجسام على منشور أحد الأفلام السينمائية
فرانك زين الوحيد من نمط الجسم النحيل الحائز على لقب مستر أولمبيافرانك زين الوحيد من نمط الجسم النحيل الحائز على لقب مستر أولمبيا